# Свешников Сергій Павлович
Сергій Павлович Свешников (рос. Сергей Павлович Свешников; 25 травня 1970, Павіно — 12 березня 2024, Івановська область) — російський військовий льотчик, майор ПКС РФ. Герой Російської Федерації (посмертно).

## Біографія
Закінчив Тверське суворовське військове училище, після чого разом із братом Юрієм поступив до Тамбовського вищого військового авіаційного училища льотчиків.
Після закінчення навчання у 1991 році за розподілом служив у місті Завітинськ Амурської області. Службу проходив в авіаційному полку на літаку Ан-12. У 1998 перевівся служити до міста Твер, до цього часу він став командиром екіпажу, льотчиком–інструктором.
У 2021 році переучується на літак Іл-76 і незабаром призначається командиром екіпажу. Загалом налітав понад 4600 годин.
Загинув 12 березня 2024 року в авіакатастрофі в Івановській області з усіма людьми, що перебували з ним на борту. Прощання з військовими льотчиками та Свешниковим відбулося 29 березня 2024 року у Твері.

## Нагороди
- Герой Російської Федерації, «за мужність і героїм, проявлені під час виконання військового обов'язку», (посмертно)[4].